# Gypsophila heteropoda
Gypsophila heteropoda är en nejlikväxtart. Gypsophila heteropoda ingår i släktet slöjor, och familjen nejlikväxter.

## Underarter
Arten delas in i följande underarter:
- G. h. heteropoda
- G. h. minutiflora